# تامی کوک
تامی کوک (به انگلیسی: Tommy Cook) زادهٔ ۵ ژانویه ۱۹۰۱ بازیکن کریکت و فوتبال اهل انگلستان بود که سابقهٔ بازی در تیم ملی فوتبال انگلستان را در کارنامهٔ خود دارد. وی در تاریخ ۲۸ فوریه ۱۹۲۵ تنها بازی ملی خود را در مقابل تیم ملی فوتبال ولز انجام داد.